# 拉莱克萨尔
拉莱克萨尔，是西班牙加泰罗尼亚塔拉戈纳省的一个市镇。总面积26平方公里，总人口728人（2001年），人口密度28人/平方公里。